# Jerseyside
Jerseyside is een buurt (neighbourhood) van de gemeente Placentia in de Canadese provincie Newfoundland en Labrador. De plaats bevindt zich in het zuidoosten van het eiland Newfoundland en was tot 1994 een zelfstandige gemeente.

## Geschiedenis
Het dorp Jerseyside kreeg in 1950 een gemeentebestuur. Ook het iets oostelijker gelegen gehucht Ferndale ging van die gemeente deel uitmaken. In 1994 werd de gemeente opgeheven en smolt de plaats met enkele omliggende dorpen samen tot de nieuwe fusiegemeente Placentia.

## Geografie
Jerseyside ligt in het westen van Avalon, het zuidoostelijke schiereiland van Newfoundland. De plaats is gelegen aan de oever van de natuurlijke haven Placentia Harbour, die via de amper 100 m brede doorgang Placentia Gut met de zee verbonden is.  De Sir Ambrose Shea Bridge, een onderdeel van provinciale route 100, overbrugt The Gut en maakt zo de verbinding met het dorp Placentia. Aan de oostrand van Jerseyside gaat de Placentia Harbour over in de Northeast Arm, een smalle zeearm.
De plaats grenst in het oosten aan het gehucht Ferndale en in het westen aan Castle Hill, een heuvel met 17e- en 18e-eeuwse fortificaties. Aan de andere kant van die heuvel ligt het dorp Freshwater, dat ook tot Placentia behoort.

## Demografie
Onderstaande grafiek geeft de demografische ontwikkeling van Jerseyside weer tussen 1951 en 1986. Sinds het ontstaan van de fusiegemeente Placentia in 1994 worden er geen aparte bevolkingsdata voor het dorp meer verzameld.
| Demografische ontwikkeling van Jerseyside tussen 1951 en 1986 |
| ------------------------------------------------------------- |
|                                                               |
| Bron: Statistics Canada                                       |